# Marco Grassi
Marco Grassi (født 8. august 1968 i Chiasso, Schweiz) er en tidligere schweizisk fodboldspiller (angriber).
Grassi spillede gennem sin karriere for en lang række klubber både i hjemlandet og i Frankrig. Han var blandt andet af to omgange tilknyttet FC Zürich i den schweiziske liga, og havde i Frankrig blandt andet ophold i storklubberne AS Monaco og Olympique Lyon.
Grassi spillede desuden 31 kampe og scorede tre mål for det schweiziske landshold. Han var en del af det schweiziske hold til både VM i 1994 i USA og EM i 1996 i England. Han spillede én kamp ved begge slutrunder.